# Iwan Rotkiewicz
Iwan Rotkiewicz, poljski general, * 20. junij 1898, † 1962.